# Aneflomorpha fisheri
Aneflomorpha fisheri är en skalbaggsart som beskrevs av Linsley 1936. Aneflomorpha fisheri ingår i släktet Aneflomorpha och familjen långhorningar. Inga underarter finns listade i Catalogue of Life.